# Cerkev sv. Elizabete, Slovenj Gradec
Cerkev svete Elizabete v Slovenj Gradcu je slovenjgraška župnijska cerkev. Je ena najstarejših cerkva posvečenih Elizabeti Ogrski. Leta 1251 jo je posvetil oglejski patriarh Bertold Andeški, stric Elizabete Ogrske.